# التقييم العالمي
يعد التقييم العالمي (بالانجليزية: Global Stocktake) مكونًا أساسيًا لاتفاقية باريس للمناخ يستخدم لمراقبة التنفيذ وتقييم التقدم الجماعي المحرز في تحقيق الأهداف المتفق عليها. وبالتالي فإن التقييم العالمي يربط تنفيذ المساهمات الوطنية المحددة بالأهداف الشاملة لاتفاق باريس، ويهدف في نهاية المطاف إلى زيادة الطموح المتعلق في مجال المناخ.

## خلفية تاريخية
شكلت اتفاقية باريس نقطة تحول في سياسة المناخ الدولية. فهي مُلزِمة بموجب القانون الدولي، وعالمية النطاق، فهي لا تحدد فقط أهدافًا عالمية طموحة، مثل الحد من ارتفاع متوسط درجة الحرارة العالمية إلى أقل بكثير من 2 درجة مئوية مقارنة بمستويات ما قبل المرحلة الصناعية، ولكنها تقدم أيضًا هيكلًا مبتكرًا يمنح الأطراف قدرًا كبيرًا من المساحة لتحديد أهداف الاحتباس الحراري المتعلق بهم. وعلى عكس الممارسة الشائعة بموجب القانون البيئي الدولي، لا يُتفاوض على الإسهامات الفردية للدول على المستوى الدولي، كما أن تحقيق الأهداف المحددة ليس ملزمًا. ولضمان تنفيذ الأهداف مع ذلك، أصبحت آليات المراجعة والشفافية على المستوى الدولي جزءًا لا يتجزأ من الاتفاقية.

## دور بوصفه جزء من نظام باريس
تطالب اتفاقية باريس للمناخ الدول الموقعة عليها (المعروفة باسم الأطراف) بصياغة خطط عملها المناخية بانتظام، التي تسمى المساهمات المحددة وطنياً، وتنفيذ التدابير التي تساعدهم على تحقيق أهدافهم المناخية. ومع ذلك، لا يوجد أي التزام بموجب القانون الدولي على الأطراف لتحقيق مساهماتهم المحددة على المستوى الوطني.
ومع ذلك، يتعين على الأطراف تقديم تقارير منتظمة عن التقدم الذي تحرزه في تنفيذ المساهمات المحددة وطنيًا وتخضع التقارير لمراجعة النظراء الدولية. بالإضافة إلى إطار الشفافية المعزز، تنص اتفاقية باريس على أنه يجب على الأطراف تحديث مساهماتهم المحددة على المستوى الوطني بانتظام، وأن المساهمات المحددة وطنيًا المحدثة يجب ألا تقصر عن تحقيق الأهداف المطبقة قبل التحديث وأن تعكس أعلى مستوى ممكن من الطموح. بالإضافة إلى ذلك، يجرى التقييم العالمي مرة كل خمس سنوات لتقييم التقدم الجماعي المحرز نحو تحقيق الأهداف طويلة الأجل. يجب أن تؤخذ نتائج التقييم في الاعتبار عند تطوير المساهمات المحددة وطنياً. وبالتالي، فإن التقييم العالمي هو عنصر أساسي في اتفاق باريس من حيث أنه يقيِّم بانتظام التقدم المحرز ويوفر أساسًا للاستخدام في تحديث المساهمات المحددة وطنيًا للأطراف.

## دور يسهم في رفع الطموح
صمّم التقييم العالمي لرفع الطموح من خلال مساعدة الأطراف على:
1. معرفة ما حققوه حتى الآن في تنفيذ المساهمات المحددة وطنيًا.
2. تحديد ما يتعين القيام به لتحقيق أهداف المساهمات المحددة وطنيًا.
3. تحديد الأساليب التي يمكن اتباعها لتعزيز جهودهم على المستويين الوطني والدولي.

وبهذه الطريقة، من المأمول أن يصبح التقييم العالمي محركًا للطموح. ومع ذلك، فإن التقييم العالمي يتخذ نهجًا جماعيًا وليس فرديًا. وهذا يعني أنه لا تُفرد البلدان وأن نتائج عملية التقييم يجب ألا تسمح باستخلاص استنتاجات حول حالة التنفيذ في الدول الفردية.

## النِطَاق
مسألة ما إذا كان ينبغي أن يقتصر التقييم العالمي على التخفيف من آثار تغير المناخ أو ينبغي أن يشمل أيضًا جوانب أخرى مثل التكيف مع تغير المناخ وتوفير التمويل المناخي موضوع نقاش مثير للجدل. ومع ذلك، في الفترة التي سبقت مؤتمر الأطراف في باريس، ساد الرأي القائل بأن التقييم العالمي يجب أن يشمل الثلاثة. وكجزء من التقييم العالمي، تسرد المادة 14 من اتفاقية باريس التكيف ووسائل التنفيذ والدعم.

## التقييم العالمي على ثلاث مراحل
تنص طرائق التنفيذ المتفق عليها في مؤتمر تغير المناخ في كاتوفيتسه على ثلاث مراحل للتقييم:

### المرحلة الأولى: جمع المعلومات وإعدادها
تتضمن المرحلة الأولى جمع وإعداد المعلومات اللازمة لإجراء عملية التقييم. المعلومات مأخوذة من مصادر مختلفة. بالإضافة إلى مساهمات الأطراف المحددة وطنياً والتقارير ذات الصلة المقدمة بموجب اتفاق باريس، فإن أحدث النتائج العلمية للهيئة الحكومية الدولية المعنية بتغير المناخ (IPCC) وكذلك مدخلات أصحاب المصلحة غير الحكوميين والمنظمات المراقبة هي أيضًا مستخدم. تُنشر المعلومات التي جُمعت في المجال العام وتُجمع أيضًا في شكل تقارير تجميعية. كما تُعد التقارير الفردية حول مواضيع تركيز مختلفة - التخفيف والتكيف والدعم (المالي) - وحول قضايا مثل حالة انبعاثات غازات الاحتباس الحراري العالمية، والمساهمة الإجمالية التي تقدمها المساهمات المحددة وطنيًا وحالة الإجراءات المتخذة للتكيف مع تغير المناخ.

### المرحلة الثانية: التقييم الفني للمعلومات
في المرحلة الثانية، تُقيم المعلومات من أجل التقدم الجماعي في تنفيذ اتفاق باريس للمناخ وأهدافه طويلة المدى. يؤدي هذا إلى دخول العديد من أصحاب المصلحة في سلسلة من الحوارات الفنية لمناقشة المعلومات التي جُمعت في المرحلة الأولى. تُستخدم المرحلة الثانية أيضًا لتسليط الضوء على الفرص المتاحة لتقوية وتعزيز تدابير الاستجابة في التعامل مع تغير المناخ. ووثقت النتائج في سلسلة من التقارير.

### المرحلة 3: الرسائل السياسية المستمدة من التقييم الفني
في المرحلة الثالثة، تتدفق نتائج التقييم إلى عملية السياسة. الهدف هنا هو دعم الأطراف في اتفاق باريس في تعزيز كل من سياساتهم المتعلقة بتغير المناخ والإجراءات التي يتخذونها لدعم الأطراف الأخرى. كما تستخدم النتائج لتعزيز التعاون الدولي. حول هذه النقطة، من غير الواضح كيف سوف توثق النتائج، ربما إعلان سياسي أو حتى قرار رسمي من قبل مؤتمر الأطراف .

## نظرة عامة
سيكون أول تقييم عالمي في عام 2023. ومع ذلك، فإن إطار الشفافية الذي أنشأته اتفاقية باريس، والذي يتطلب من كل دولة على حدة الإبلاغ عن حالة تنفيذ أهداف المساهمات المحددة وطنياً الخاصة بها وانبعاثاتها، لن يدخل حيز التنفيذ حتى عام 2024. نظرًا لأن تقارير الأطراف التي جُمعت في إطار الشفافية تعد مصدرًا حيويًا للمعلومات في إجراء التقييم العالمي، فإن التقييم العالمي الأول يجب أن يبني على متطلبات التقارير السابقة. ومع ذلك، فإن هذه الثغرات بها العديد من الفجوات المعلوماتية، ومن غير المؤكد إلى أي مدى يمكن سد هذه الفجوات باستخدام مصادر أخرى للمعلومات. على سبيل المثال، من المتصور أنه يمكن الاستفادة بشكل أكبر من التحليلات والتوصيات من أصحاب المصلحة غير الحكوميين، بما في ذلك مبادرات المجتمع المدني والشركات وإدارات المدن. هناك جانب آخر لا يزال بحاجة إلى العمل ويتعلق بالتوقيت الدقيق لمراحل التقييم العالمي الثلاث. وعلى وجه الخصوص، يجب التأكد من اكتمال مخرجات العملية في الوقت المناسب وإعدادها بطريقة يمكن أخذها في الاعتبار بشكل مناسب عند تطوير المساهمات المحددة وطنيًا للأطراف.